# Samantha Terán
Samantha Terán Quintanilla, née le 6 mai 1981 à Mexico, est une joueuse professionnelle de squash représentant le Mexique. Elle atteint en mai 2010 la 11e place mondiale sur le circuit international, son meilleur classement.

## Biographie
Elle rejoint le WISPA Tour en 2000, et rentre dans le top 20 pour la première fois en 2008 en gagnant les 8e et 9e titres de sa carrière. Elle est championne du Mexique entre 1998 et 2017, gagnant 20 titres d'affilée.
En 2011, elle atteint la demi-finale des championnats du monde de squash, devenant la première Mexicaine à réaliser cet exploit.
Elle prend sa retraite sportive en juillet 2019 après une dernière apparition ponctuée d'une médaille  de bronze aux Jeux panaméricains de 2019.

## Palmarès

### Titres
- Boca del Río Veracruz International 2011
- Windy City Open : 2008
- Championnats du Mexique: 20 titres (1998-2017)

### Finales
- Open de Macao : 2008